# Neon Future Odyssey
Neon Future Odyssey è la seconda raccolta del DJ statunitense Steve Aoki, pubblicato il 2 ottobre 2015 dalla Ultra Music e dalla Dim Mak Records.

## Il disco
Si tratta di un cofanetto che racchiude i due album in studio Neon Future I e Neon Future II, pubblicati tra il 2014 e il 2015, con l'aggiunta di Cake Face, brano originariamente reso disponibile per il download gratuito il 7 gennaio 2015, e altri cinque brani inediti, tra cui The Power of Now e Phenomena, resi disponibili per l'ascolto rispettivamente il 10 e il 23 settembre 2015.
Il 13 ottobre 2016 Aoki ha reso disponibile anche un'edizione in triplo vinile limitata a 500 copie presso il proprio sito ufficiale.

## Tracce

### Edizione standard
1. Transcendence (Intro) (feat. Ray Kurzweil) – 2:03
2. Neon Future (feat. Luke Steele of Empire of the Sun) – 6:17
3. Back to Earth (feat. Fall Out Boy) – 4:03
4. Born to Get Wild (feat. will.i.am) – 4:45
5. Rage the Night Away (feat. Waka Flocka Flame) – 4:45
6. Delirious (Boneless) (Steve Aoki, Chris Lake & Tujamo feat. Kid Ink) – 3:43
7. Free the Madness (feat. Machine Gun Kelly) – 4:19
8. Afroki (Steve Aoki & Afrojack feat. Bonnie McKee) – 4:17
9. Get Me Outta Here (feat. Flux Pavilion) – 5:15
10. Beyond Boundaries (Outro) (feat. Aubrey de Grey) – 1:26
11. Time Capsule (Intro) – 3:01
12. I Love It When You Cry (Moxoki) (Steve Aoki & Moxie Raia) – 3:11 – versione radiofonica
13. Youth Dem (Turn Up) (feat. Snoop Lion) – 3:13
14. Hysteria (feat. Matthew Koma) – 4:26
15. Darker Than Blood (feat. Linkin Park) – 5:12
16. Lightning Strikes (Steve Aoki, Nervo & Tony Junior) – 3:58
17. Tars (Interlude) (feat. Kip Thorne) – 2:20
18. Home We'll Go (Take My Hand) (Steve Aoki & Walk off the Earth) – 5:07
19. Heaven on Earth (feat. Sherry St. Germain) – 3:48
20. Holding Up the World (feat. Harrison & Albin Myers) – 3:21
21. Light Years (feat. Rivers Cuomo) – 4:08
22. Warp Speed (Outro) (feat. J. J. Abrams) – 2:07
23. The Power of Now (Steve Aoki & Headhunterz) – 3:21
24. Phenomena (Steve Aoki & Borgore) – 4:05
25. Interstellar (Steve Aoki & Marnik) – 3:08
26. Titanic – 5:22
27. Cake Face – 6:11
28. I Love It When You Cry (Moxoki) (Steve Aoki & Moxie Raia) (Steve Aoki Es Vedra Remix) – 3:45

### Edizione giapponese
CD 1
1. Transcendence (Intro) (feat. Ray Kurzweil) – 2:03
2. Neon Future (feat. Luke Steele of Empire of the Sun) – 6:17
3. Back to Earth (feat. Fall Out Boy) – 4:03
4. Born to Get Wild (feat. will.i.am) – 4:45
5. Rage the Night Away (feat. Waka Flocka Flame) – 4:45
6. Delirious (Boneless) (Steve Aoki, Chris Lake & Tujamo feat. Kid Ink) – 3:43
7. Free the Madness (feat. Machine Gun Kelly) – 4:19
8. Afroki (Steve Aoki & Afrojack feat. Bonnie McKee) – 4:17
9. Get Me Outta Here (feat. Flux Pavilion) – 5:15
10. Beyond Boundaries (Outro) (feat. Aubrey de Grey) – 1:26
11. Boneless (Steve Aoki, Chris Lake & Tujamo) – 4:31
12. The Power of Now (Steve Aoki & Headhunterz) – 3:21
13. Rage the Night Away (feat. Waka Flocka Flame) (Milo & Otis Remix) – 3:36
14. Delirious (Boneless) (feat. Kid Ink) (Reid Stefan Remix) – 4:11
15. Delirious (Boneless) (feat. Kid Ink) (Chris Lorenzo Remix) – 4:18
16. Get Me Outta Here (feat. Flux Pavillion) (Botnek Remix) – 3:56
17. Born to Get Wild (feat. will.i.am) (Dimitri Vegas & Like Mike vs Boosted Kids Remix) – 5:27

CD 2
1. Time Capsule (Intro) – 3:01
2. I Love It When You Cry (Moxoki) (Steve Aoki & Moxie Raia) – 3:11 – versione radiofonica
3. Youth Dem (Turn Up) (feat. Snoop Lion) – 3:13
4. Hysteria (feat. Matthew Koma) – 4:26
5. Darker Than Blood (feat. Linkin Park) – 5:12
6. Lightning Strikes (Steve Aoki, Nervo & Tony Junior) – 3:58
7. Tars (Interlude) (feat. Kip Thorne) – 2:20
8. Home We'll Go (Take My Hand) (Steve Aoki & Walk off the Earth) – 5:07
9. Heaven on Earth (feat. Sherry St. Germain) – 3:48
10. Holding Up the World (feat. Harrison & Albin Myers) – 3:21
11. Light Years (feat. Rivers Cuomo) – 4:08
12. Warp Speed (Outro) (feat. J. J. Abrams) – 2:07
13. Phenomena (Steve Aoki & Borgore) – 4:05
14. Interstellar (Steve Aoki & Marnik) – 3:08
15. Titanic – 5:22
16. Cake Face – 6:11
17. Home We'll Go (Take My Hand) (Steve Aoki & Walk Off the Earth) (Genairo Nvilla Remix) – 5:35
18. Lightning Strikes (Steve Aoki & Nervo & Tony Junior) (Lambo Remix) – 4:07
19. I Love It When You Cry (Moxoki) (Yasutaka Nakata (Capsule) Remix) – 4:26